# Pagastiella ostansa
Pagastiella ostansa är en tvåvingeart som först beskrevs av Webb 1969.  Pagastiella ostansa ingår i släktet Pagastiella och familjen fjädermyggor. Inga underarter finns listade i Catalogue of Life.